# NCT Life in Seoul
《NCT Life in Seoul》是韓國V Live電視台的綜藝節目，由NCT出演。節目將展現NCT在首爾日常生活的私下樣子,同時在節目中能看見NCT各種不同的面貌。